# Калмицька
Калмицька — річка в Україні у Маріупольському районі Донецької області. Права притока річки Кальчик (басейн Азовського моря).

## Опис
Довжина річки 13 км, похил річки 8,4 м/км, площа басейну водозбору 89,5 км², найкоротша відстань між витоком і гирлом — 10,57  км, коефіцієнт звивистості річки — 1,23. Формується багатьма балками та загатами.

## Розташування
Бере початок на південно-західній стороні від села Труженка. Спочатку тече на південний схід, далі тече переважно на північний схід і у селі Малоянисоль впадає у річку Кальчик, праву притоку річки Кальміусу.

## Цікаві факти
- У пригирловій частині у селі Малоянисоль річку перетинає автошлях Т 0518[4] (автомобільний шлях територіального значення у Донецькій та Запорізькій областях. Пролягає територією Волноваського, Пологівського та Маріупольського районів через Багатир — Велику Новосілку — Микільське. Загальна довжина — 118,8 км.).
- У XX столітті на річці існували водокачки, молочно,- вівце-тваринні ферми (МТФ, ВТФ) та багато газових свердловин[2].